# Arcille
Arcille is een plaats (frazione) in de Italiaanse gemeente Campagnatico.
Het dorp ontstond in de jaren vijftig van de twintigste eeuw tijdens de landhervorming.
In 2007 werden er 4,5 miljoen jaar oude fossiele resten gevonden van drie voorouders van de Doejong.